# 堀内秀太郎

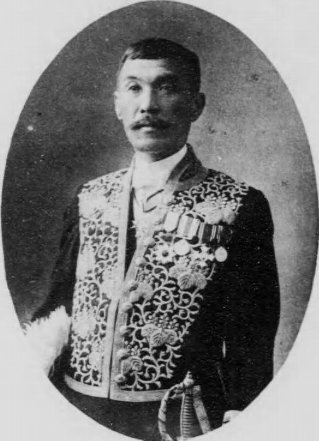
堀内秀太郎

堀内 秀太郎（ほりうち ひでたろう / しゅうたろう、1873年（明治6年）10月11日 - 1941年（昭和16年）6月1日）は、日本の内務官僚、実業家。官選県知事。

## 経歴
石川県金沢市出身。旧加賀藩士・堀内茂成の長男として生まれる。第四高等学校を首席で卒業。1898年、東京帝国大学法科大学法律学科を卒業。内務省に入省し社寺局属となる。1899年11月、文官高等試験行政科試験に合格。
以後、内務属臨時検疫局事務官、警察監獄学校教授、内務省参事官、神奈川県参事官、同事務官、徳島県事務官・第一部長兼第三部長、同内務部長、大阪府事務官・内務部長、北海道庁内務部長などを歴任。
1915年8月、宮崎県知事に就任。1919年8月、埼玉県知事に転任。県立蚕業学校の設置、工業試験場の設置、社会事業調査会の設置、道路橋梁の建設、県営砂利採取事業の開始などを推進した。また、関東大震災の県内被災者への救援を実施。1923年10月、長崎県知事に転任。1922年12月に発生した島原地震の後に赴任し、県内の治安体制の強化、避難体制の見直しなどに尽力。1924年7月、休職となる。1925年に退官。
1925年5月9日、宮崎県での水力開発を目的とする九州送電が設立されるとその専務取締役に就任した（社長空席）。同社は財閥や九州の主要電力会社の出資により設立されたことから、いずれの会社にも属しておらず、かつ元県知事で宮崎県の事情に精通する点が買われての専務就任であった。1928年3月病気のため辞任。以後1941年6月に死去するまで同社取締役を務めた。